# Mírame Televisión
Mírame Televisión es el primer medio de comunicación privado en lograr cobertura plena en las Islas Canarias, España, en calidad HD. Impulsada por Manuel Artiles, su producción propia se basa en programas debate sobre la actualidad sociopolítica de Canarias donde el espectador llama en directo para participar de tertulias abiertas o participa a través de WhatsApp o vía Twitter; además de programas de entretenimiento y actualidad social, deportiva.
Actualmente, es el segundo medio de comunicación privado en lanzar su señal a través del múltiple digital autonómico y lograr cobertura plena en el Archipiélago en calidad HD, bajo el nombre de Mírame TV Canarias. En el 2008 abre sus estudios y sede en el polígono industrial El Mayorazgo, en Santa Cruz de Tenerife.
La cadena canaria Mírame Televisión es reconocida por su carácter social, siendo sus "telemaratones" solidarios demandados en todo el archipiélago año tras año, así como su labor con el tercer sector de las islas.